# Saint-Jean-d'Angély
Saint-Jean-d'Angély è un comune francese di 8 185 abitanti situato nel dipartimento della Charente Marittima nella regione di Nuova Aquitania.
È uno dei comuni francesi che il 17 dicembre 1999 è stato devastato dalla Tempesta Martin.

## Società

### Evoluzione demografica
Abitanti censiti

## Amministrazione

### Gemellaggi
- Koumondé, dal 1995
- New Iberia, dal 1995
- Mondsee, dal 1999
- Saint-Sulpice, dal 2006